# Uğur İnceman
Uğur İnceman (ur. 25 maja 1981 w Akwizgranie) – turecki piłkarz występujący na pozycji pomocnika. Zawodnik Konyasporu.

## Kariera klubowa
İnceman urodził się w RFN-ie w rodzinie pochodzenia tureckiego. Zawodową karierę rozpoczynał w 1999 roku w drugoligowej Alemannii Akwizgran. Jej barwy reprezentował przez 2 lata.
W 2001 roku przeszedł do FC St. Pauli z Bundesligi. Zadebiutował w niej 29 lipca 2001 roku w zremisowanym 0:0 pojedynku z Herthą Berlin. 13 kwietnia 2002 roku w przegranym 1:2 spotkaniu z 1. FC Köln strzelił pierwszego gola w Bundeslidze. W tym samym roku spadł z zespołem do 2. Bundesligi. W 2003 roku po spadku St. Pauli do Regionalligi Nord, odszedł z klubu.
Latem 2003 roku İnceman został graczem drugoligowego SpVgg Greuther Fürth, w którym grał przez pół roku. Łącznie zagrał tam w 13 meczach i strzelił 1 gola. W styczniu 2004 roku odszedł do tureckiego Manisasporu, grającego w 1. Lig. W 2005 roku awansował z klubem do Süper Lig. W tych rozgrywkach zadebiutował 7 sierpnia 2005 roku w zremisowanym 2:2 meczu z MKE Ankaragücü. 13 sierpnia 2005 roku w wygranym 5:0 spotkaniu z Malatyasporem zdobył pierwszą bramkę w Süper Lig. W 2008 roku, po spadku Manisasporu do 1. Lig, İnceman odszedł z drużyny.
W lipcu 2008 roku w zamian za milion euro oraz Adema Büyük i Mustafę Asana przeszedł do pierwszoligowego Beşiktaşu JK. Pierwszy ligowy mecz zaliczył tam 24 sierpnia 2008 roku przeciwko Antalyasporowi (3:2). W 2009 roku zdobył z zespołem mistrzostwo Turcji i Puchar Turcji.
W 2010 roku İnceman został graczem Antalyasporu, także występującego w Süper Lig. Zadebiutował tam 11 września 2010 roku w wygranym 2:1 pojedynku z Manisasporem.

## Kariera reprezentacyjna
İnceman jest byłym reprezentantem Turcji U-19, U-20 oraz U-21. W pierwszej reprezentacji Turcji zadebiutował 18 lutego 2007 roku w przegranym 0:1 towarzyskim meczu z Danią.